# Matzingen
Matzingen (toponimo tedesco) è un comune svizzero di 2 675 abitanti del Canton Turgovia, nel distretto di Frauenfeld.

## Storia
Dal suo territorio nel 1817 fu scorporata la località di Stettfurt, divenuta comune autonomo.

## Monumenti e luoghi d'interesse
- Antico mulino, eretto nel 1150[1];
- Chiesa riformata[senza fonte];

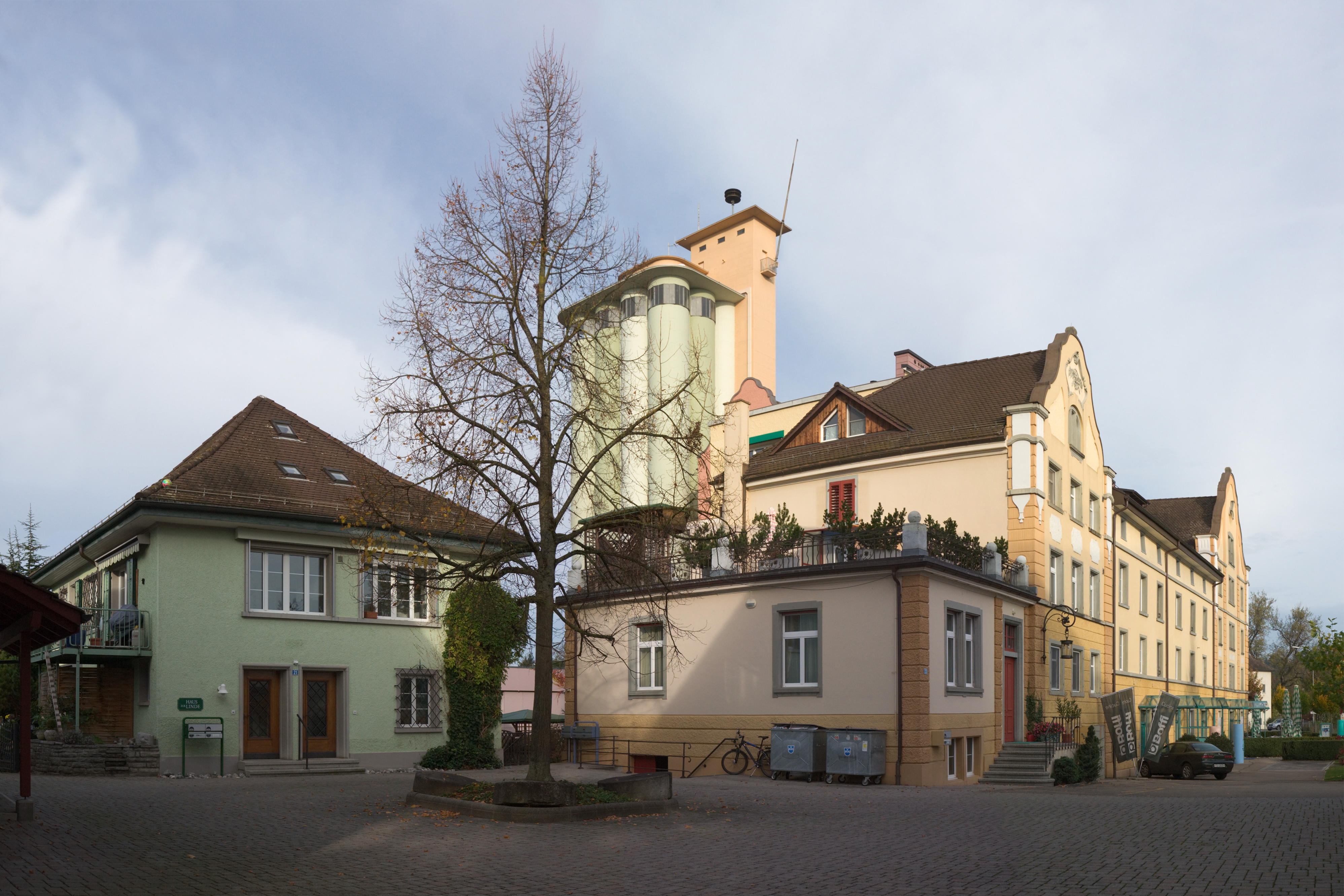
L'antico mulino

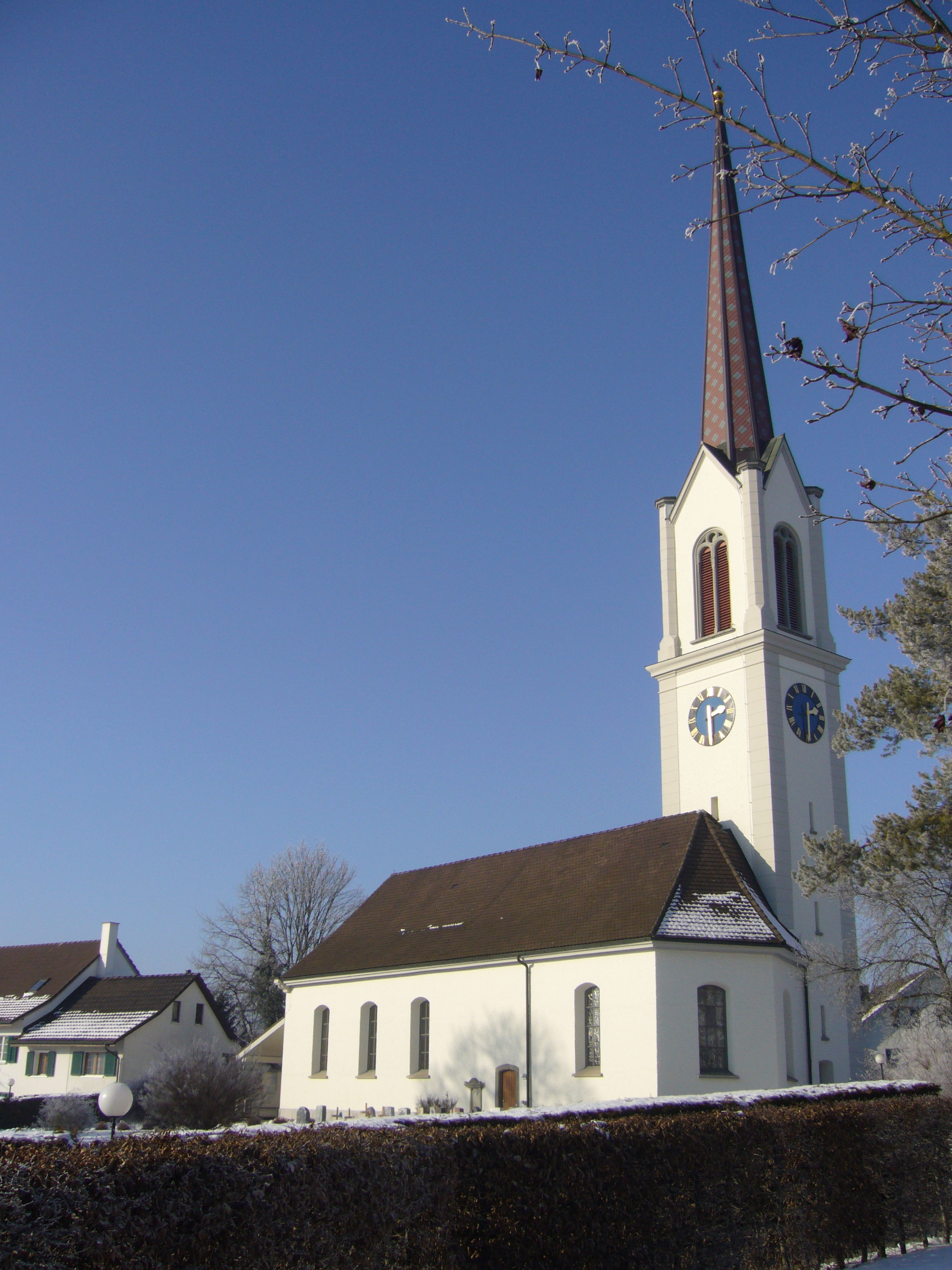
La chiesa riformata

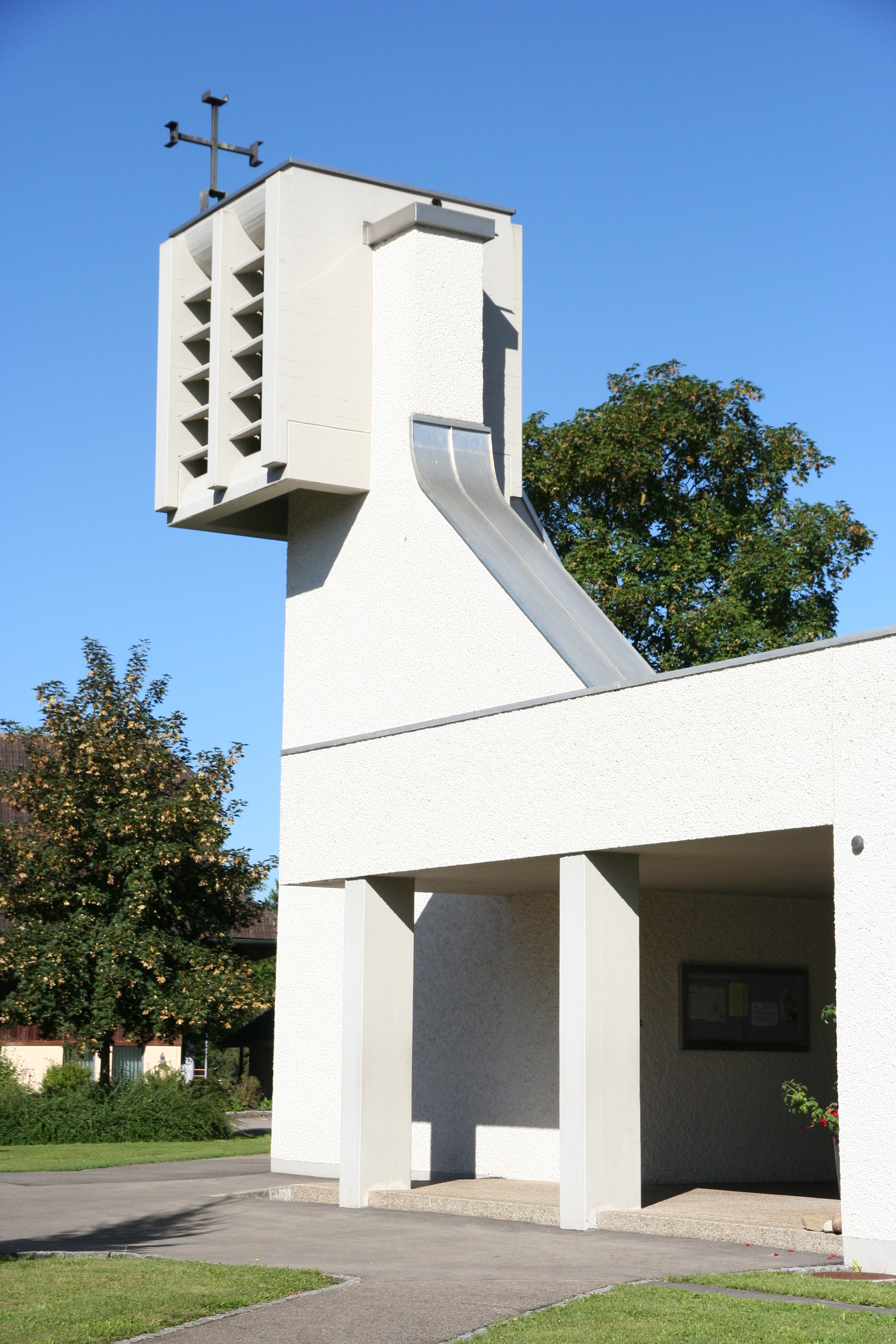
La chiesa cattolica di San Giuseppe

- Chiesa cattolica di San Giuseppe[senza fonte].

## Società

### Evoluzione demografica
L'evoluzione demografica è riportata nella seguente tabella:
Abitanti censiti

## Infrastrutture e trasporti
Il comune è interessato dall'omonima uscita dell'autostrada A1, facente parte della strada europea E60.
Matzingen è servito dalla ferrovia Frauenfeld-Wil, con la stazione omonima e quella di Weberei Matzingen.

## Amministrazione
Ogni famiglia originaria del luogo fa parte del cosiddetto comune patriziale e ha la responsabilità della manutenzione di ogni bene ricadente all'interno dei confini del comune.